# Districtul Praga-Est
Districtul Praga-Est (în cehă okres Praha-východ) este un district (okres) din regiunea Boemia Centrală a Republicii Cehe. Capitala districtului este Praga. Cel mai populat oraș al districtului este Brandýs nad Labem-Stará Boleslav, care este a doua cea mai mare pereche de orașe unite din Cehia după Frýdek-Místek.

## Divizie administrativă
Districtul Praga-Est este împărțit în două districte administrative ale comunelor cu competență extinsă: Brandýs nad Labem-Stará Boleslav și Říčany.

### Lista comunelor
Orașele sunt marcate cu caractere aldine, iar târgurile cu caractere cursive:
Babice⁠(d) -
Bašť⁠(d) -
Borek⁠(d) - 
Bořanovice⁠(d) -
Brandýs nad Labem-Stará Boleslav -
Brázdim⁠(d) -
Březí⁠(d) -
Čelákovice⁠(d) -
Černé Voděrady⁠(d) -
Čestlice⁠(d) -
Dobročovice⁠(d) -
Dobřejovice⁠(d) -
Doubek⁠(d) -
Dřevčice⁠(d) -
Dřísy⁠(d) -
Herink⁠(d) -
Hlavenec⁠(d) -
Horoušany⁠(d) -
Hovorčovice⁠(d) -
Hrusice⁠(d) -
Husinec -
Jenštejn⁠(d) -
Jevany⁠(d) -
Jirny⁠(d) -
Kaliště⁠(d) -
Kamenice⁠(d) -
Káraný⁠(d) -
Klecany⁠(d) -
Klíčany⁠(d) -
Klokočná⁠(d) -
Konětopy⁠(d) -
Konojedy⁠(d) -
Kostelec u Křížků⁠(d) -
Kostelec nad Černými lesy⁠(d) -
Kostelní Hlavno⁠(d) -
Kozojedy⁠(d) - 
Křenek⁠(d) -
Křenice⁠(d) -
Křížkový Újezdec⁠(d) -
Kunice⁠(d) -
Květnice⁠(d) -
Lázně Toušeň⁠(d) -
Lhota⁠(d) -
Líbeznice⁠(d) -
Louňovice⁠(d) -
Máslovice⁠(d) -
Měšice⁠(d) -
Mirošovice⁠(d) -
Mnichovice⁠(d) -
Modletice⁠(d) -
Mochov⁠(d) -
Mratín⁠(d) -
Mukařov⁠(d) -
Nehvizdy⁠(d) -
Nová Ves⁠(d) -
Nový Vestec⁠(d) -
Nučice⁠(d) - 
Nupaky⁠(d) -
Odolena Voda⁠(d) -
Oleška⁠(d) - 
Ondřejov⁠(d) -
Oplany⁠(d) - 
Panenské Břežany⁠(d) -
Pětihosty⁠(d) -
Petříkov⁠(d) -
Podolanka⁠(d) -
Polerady⁠(d) -
Popovičky⁠(d) -
Předboj⁠(d) -
Přezletice⁠(d) -
Prusice⁠(d) - 
Radějovice⁠(d) -
Radonice⁠(d) -
Říčany -
Sedlec⁠(d) -
Senohraby⁠(d) -
Šestajovice⁠(d) -
Sibřina⁠(d) -
Škvorec⁠(d) -
Sluhy⁠(d) -
Sluštice⁠(d) -
Strančice⁠(d) -
Struhařov⁠(d) -
Stříbrná Skalice⁠(d) - 
Sudovo Hlavno⁠(d) - 
Sulice⁠(d) -
Štíhlice⁠(d) -
Svémyslice⁠(d) -
Světice⁠(d) -
Svojetice⁠(d) -
Tehov⁠(d) -
Tehovec⁠(d) -
Úvaly⁠(d) -
Veleň⁠(d) -
Veliká Ves⁠(d) -
Velké Popovice -
Větrušice⁠(d) -
Vlkančice⁠(d) - 
Vodochody⁠(d) -
Všestary⁠(d) -
Vyšehořovice⁠(d) -
Výžerky⁠(d) -
Vyžlovka⁠(d) - 
Zápy⁠(d) -
Záryby⁠(d) - 
Zdiby⁠(d) -
Zeleneč⁠(d) -
Zlatá⁠(d) -
Zlonín⁠(d) -
Zvánovice⁠(d)

## Geografie

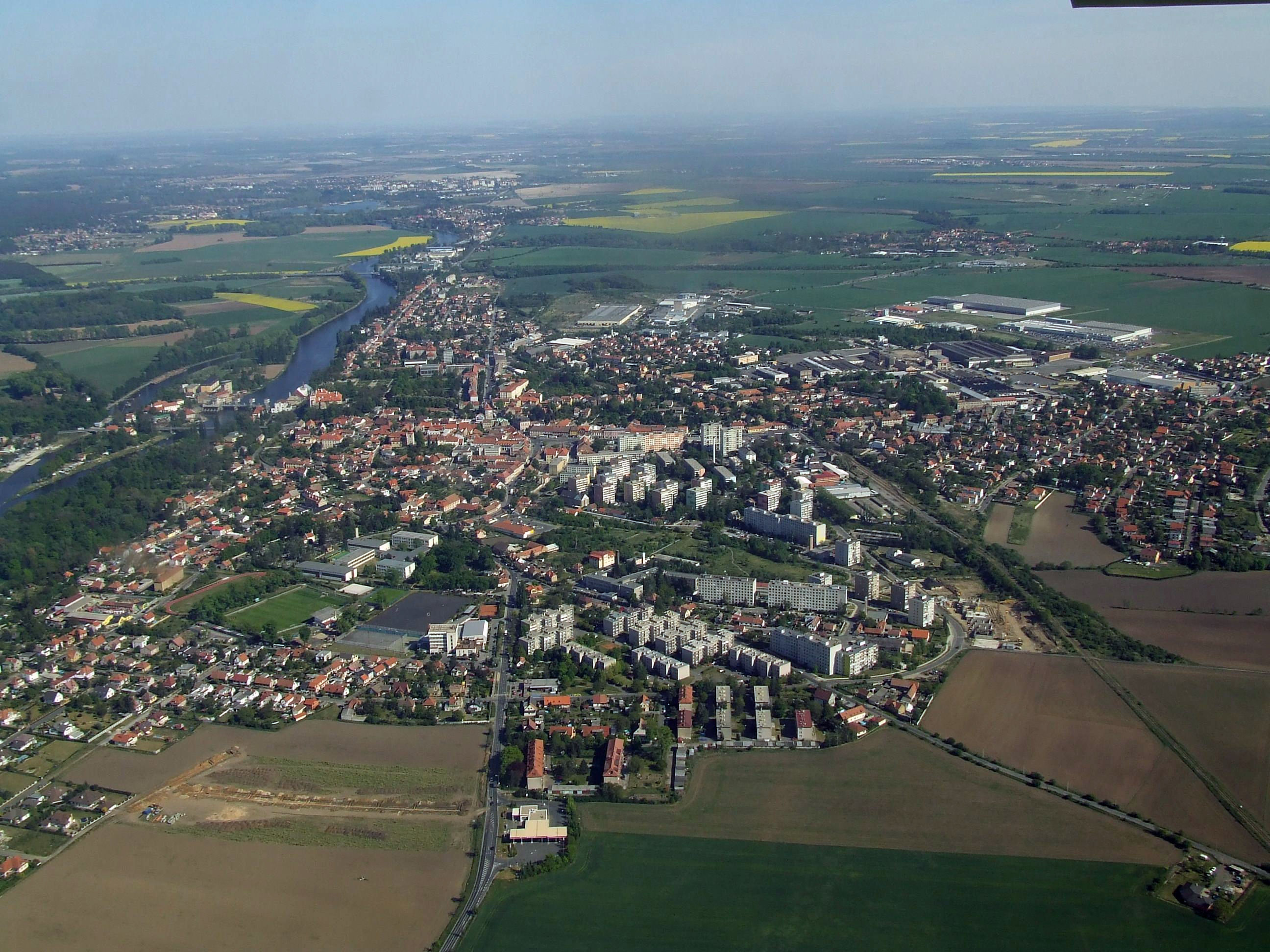
Brandýs nad Labem și zona înconjurătoare

Teritoriul districtului are o formă atipică, înconjurând Praga dinspre est. De la nord la sud, teritoriul măsoară aproximativ 80 de kilometri, iar în punctul său cel mai îngust are doar 3 kilometri lățime. Peisajul este mai degrabă plat și agricol, doar sud-estul este mai deluros și împădurit. Se extinde în patru mezoregiuni geomorfologice: Placa Elbei Centrale sau Středolabská tabule (la nord), Podișul Praga sau Pražská plošina (în partea de nord-vest și centrală), Dealurile Benešov sau Benešovská pahorkatina (în sud) și Placa Jizera sau Jizerská tabule (partea cea mai mică de nord). Cel mai înalt punct al districtului este dealul Pecný din Ondřejov, cu o altitudine de 545 de metri, cel mai jos punct este albia râului Elba din Záryby⁠(d) la 165 de metri .
Din suprafața totală a districtului de 755,5 km2 (291,7 mi2), terenul agricol ocupă 476,1 km2 (183,8 mi2), pădurile ocupă 169,9 km2 (65,6 mi2), iar zona de apă ocupă 12,2 km2 (4,7 mi2). Pădurile acoperă 22,5% din suprafața districtului. 
Cel mai important râu este Elba, care curge în partea de nord a districtului. Râul Vltava definește o parte din granița districtului din nord-vest. Teritoriul este destul de sărac în corpuri de apă, cu excepția unui grup de opt iazuri de pe pârâul Jevanský. Cel mai mare dintre ele este iazul Jevanský, cu o suprafață de 22,5 ha (56 acri).
Nu se găsesc în district zone protejate la scară largă.

## Demografie
Datorită apropierii sale de Praga, districtul Praga-Est aparține districtelor cu cea mai rapidă creștere a demografiei din țară în secolul XXI.

### Cele mai populate comune
| Nume                             | Populație | Suprafață (km2) |
| -------------------------------- | --------- | --------------- |
| Brandýs nad Labem-Stará Boleslav | 20.073    | 23              |
| Říčany                           | 16.955    | 26              |
| Čelákovice⁠(d)                    | 12.463    | 16              |
| Úvaly⁠(d)                         | 7.504     | 11              |
| Odolena Voda                     | 6.455     | 11              |
| Kamenice                         | 5.142     | 17              |
| Nehvizdy⁠(d)                      | 4.383     | 10              |
| Kostelec nad Černými lesy⁠(d)     | 4.194     | 18              |
| Šestajovice                      | 4.113     | 5               |
| Mnichovice⁠(d)                    | 4.095     | 8               |

## Economie

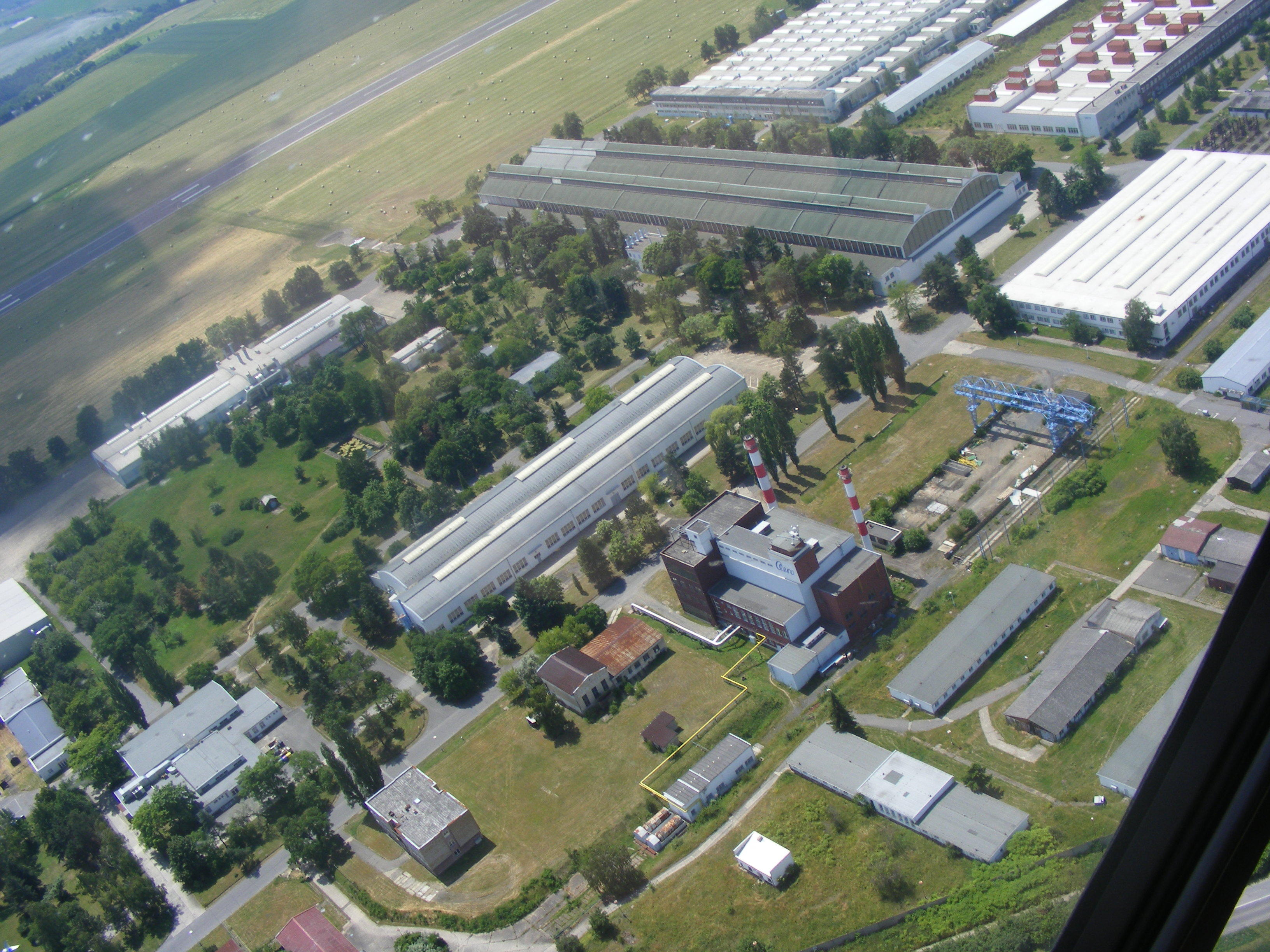
Aero Vodochody

Cei mai mari angajatori cu sediul în district și cu cel puțin 1.000 de angajați sunt:
| Entitate economică         | Sediu         | Număr de angajați | Activitate principală             |
| -------------------------- | ------------- | ----------------- | --------------------------------- |
| Billa                      | Modletice⁠(d)  | 5.000–9.999       | Vânzare cu amănuntul              |
| Penny Market               | Radonice      | 5.000–9.999       | Vânzare cu amănuntul              |
| Teta drogerie a lékárny ČR | Šestajovice   | 2.000–2.499       | Vânzare cu amănuntul              |
| Mountfield                 | Mnichovice⁠(d) | 1.500–1.999       | Vânzare cu amănuntul              |
| RAPID ČR                   | Říčany        | 1.500–1.999       | Vânzare cu amănuntul              |
| REHAU Automotive           | Čestlice⁠(d)   | 1.000–1.499       | Fabricarea produselor din plastic |
| XLCZ Nábytek               | Čestlice      | 1.000–1.499       | Vânzare cu amănuntul              |
| Aero Vodochody             | Odolena Voda  | 1.000–1.499       | Fabricarea aeronavelor            |

## Transporturi
Teritoriul districtului este traversat de mai multe autostrăzi care pornesc din Praga: autostrada D1 către Brno, autostrada D8 către Ústí nad Labem, autostrada D10 către Turnov și autostrada D11 către Hradec Králové. O porțiune a autostrăzii D0 trece prin district.

## Obiective turistice

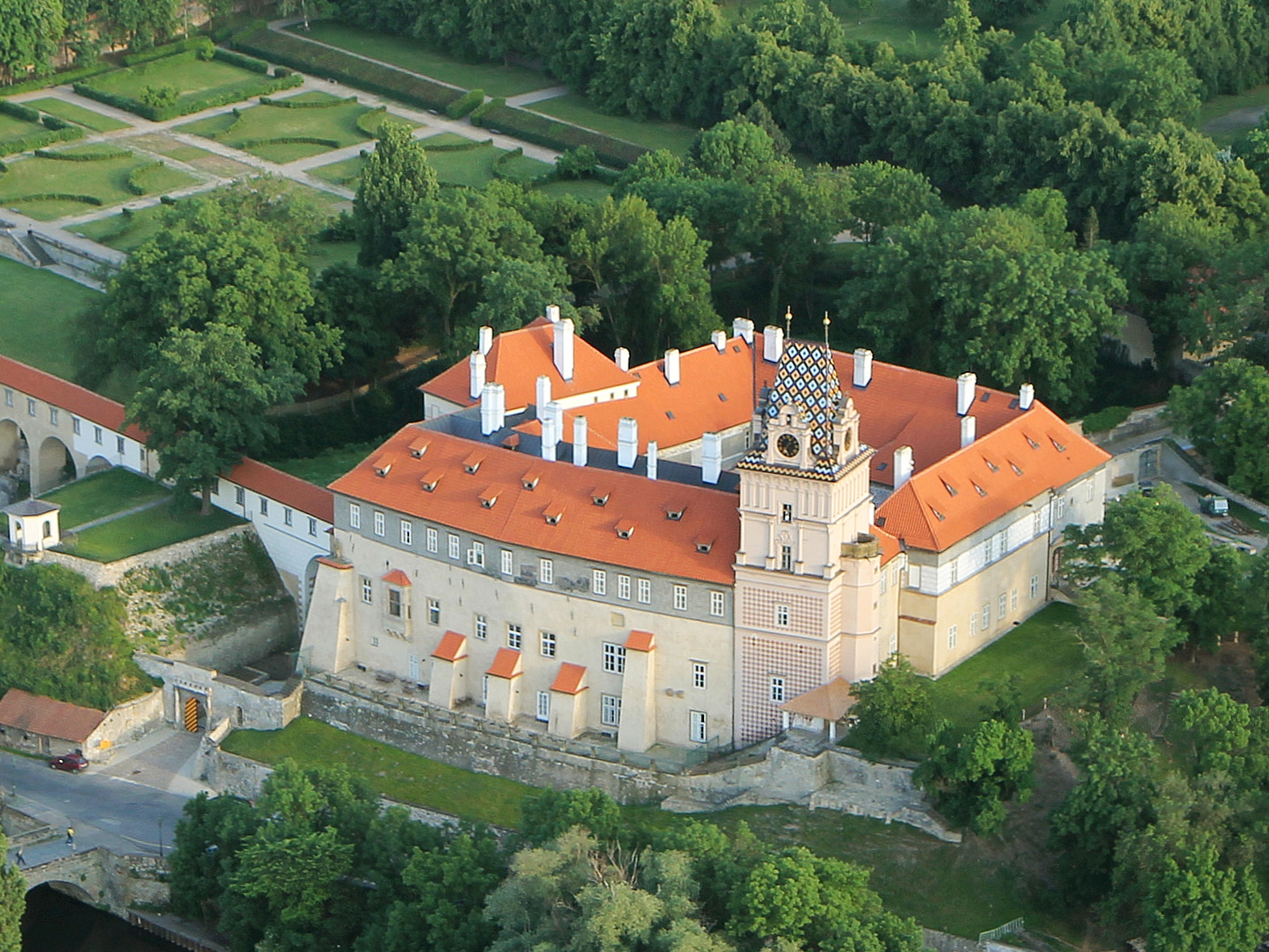
Castelul Brandýs nad Labem

Cele mai importante monumente din district, protejate ca monumente culturale naționale sunt (toate situate în Brandýs nad Labem-Stará Boleslav):
- Biserica Adormirea Maicii Domnului
- Biserica Sfântul Venceslau și Biserica Sfântul Clement
- Castelul Brandýs nad Labem
- Scutul (Paladiul) pământului Boemiei din Biserica Adormirea Maicii Domnului

Cele mai bine conservate așezări, protejate ca zone monumentale, sunt:
- Brandýs nad Labem
- Kostelec nad Černými lesy⁠(d)
- Lensedly⁠(d)
- Ondřejov
- Stará Boleslav

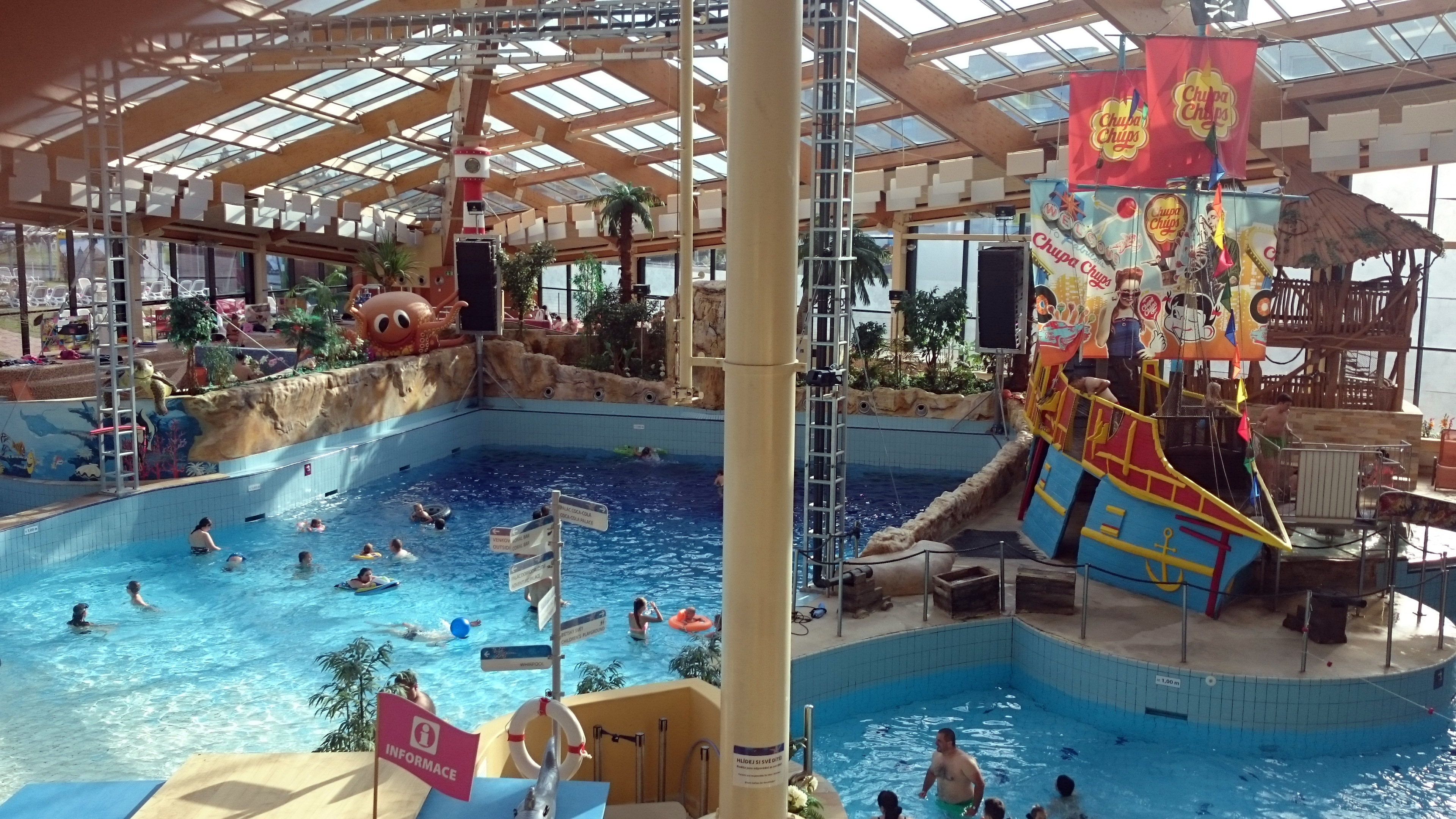
Aquapalace Prague

Cea mai vizitată destinație turistică și una dintre cele mai vizitate destinații din întreaga țară este Aquapalace Prague (Aquapalace Praha) din Čestlice⁠(d).

## Personalități
- Jan Hus (c. 1372 – 1415), teolog, filozof și reformator
- Petr Kostka (n. 1938), actor ceh.
- Johann Pehel⁠(d) (1852 – 1926), compozitor